# Iva Bagić
Iva Bagić (10. listopada 1984. – 6. svibnja 2010.) bila je hrvatska TV voditeljica na RTL televiziji. Za rada na RTL-u vodila je vremensku prognozu i emisiju Salto. Poznata je i po svojem javnom istupanju o borbi s rakom.

## Životopis
Iva Bagić rođena je 10. listopada 1984. godine kao kći Željka Bagića, savjetnika predsjedniku Stjepanu Mesiću. U Zagrebu je pohađala Žensku opću gimnaziju Sestara Milosrdnica do 2003. godine, nakon čega je upisala Pravni fakultet. Godine 2004. zaposlila se na RTL-u kao voditeljica vremenske prognoze, a 10 mjeseci nakon zaposlenja dobila je priliku voditi humorističnu emisiju Salto.
Sa 19 godina dijagnosticiran joj je rak mozga nakon što je 1. rujna 2005. godine doživjela epileptički napadaj. Iste je godine prošla dvije operacije. U kolovozu 2006. godine počela je javno prikazivati svoju bolest, a mediji su prenosili da je tumor pobijedila. Godine 2008. bolest joj se ipak pogoršala, zbog čega je privremeno napustila posao u svrhu eksperimentalne terapije u Švicarskoj, a financijski su joj u te svrhe pomogli kolege i prijatelji, organizirajući humanitarnu akciju. Emisija Look, koju je Bagić u to doba vodila, nije dobila novu voditeljicu. U listopadu 2009. godine stanje se Bagić ponovno pogoršalo te je nastavila terapiju u Švicarskoj.
Preminula je 6. svibnja 2010. godine u svome domu u 26 godini života. Pokopana je na Mirogoju 7. svibnja 2010. godine.

## Emisije
- Salto
- Look
- RTL-ova vremenska prognoza